# Eustrotia rufotincta
Eustrotia rufotincta är en fjärilsart som beskrevs av Kolb 1930. Eustrotia rufotincta ingår i släktet Eustrotia och familjen nattflyn. Inga underarter finns listade i Catalogue of Life.